# Microdus nanocarpus
Microdus nanocarpus là một loài Rêu trong họ Dicranaceae. Loài này được (Müll. Hal. ex E. Britton) Paris mô tả khoa học đầu tiên năm 1905.